# Święci Piotr i Paweł (obraz El Greca z 1592)
Święci Piotr i Paweł – obraz hiszpańskiego malarza pochodzenia greckiego Dominikosa Theotokopulosa, znanego jako El Greco.

Druga wersja obrazu Święci Piotr i Paweł
(1605-1608), 124 × 93,5 cm, Nationalmuseum, Sztokholm

## Opis i interpretacja
El Greco sportretował dwóch Apostołów, którzy wywarli największy wpływ na rozwój Kościoła: Piotra i Pawła. Zestawiając ich ze sobą ukazał dwie skontrastowane indywidualności o skrajnie różnych temperamentach i charakterach. Po lewej stronie umieścił św. Piotra. Ma smutne zadumane spojrzenie, spadziste ramiona, okryty jest w żółto-zieloną szatę kontrastującą z bladą twarzą z siwiejącą brodą. Wszystko to wskazuje o jego pokorze, dobroci, łagodności i chwiejności charakteru. Po prawej stronie stoi św. Paweł okryty w czerwony, krzykliwy i obszerny płaszcz. Jego stanowcze spojrzenie czarnych oczu, zdecydowany gest lewej ręki spoczywającej na otwartej księdze, wskazuje na człowieka pełnego energii i siły ducha. Te dwie kontrastujące postacie łączy gest krzyżujących się dłoni, wskazujący na ich dyskusje na temat doktryny wiary.
Ukazując tak różniących się od siebie Piotra i Pawła, El Greco jednocześnie zaznacza ich różne podejście do szerzenia jednej wiary. Piotr w lewej ręce trzyma klucze do Raju, Paweł gestem prawej dłoni wskazuje na nie aprobując wybór Chrystusa a jednoczenie lewą dłonią wskazuje na otwartą księgę. W ten sposób artysta nawiązuje do spotkania dwóch apostołów w Antiochii, wspomnianym w Liście do Galatów, gdzie starły się dwie koncepcje chrześcijaństwa: Pawła, jako religii skierowanej do wszystkich narodów i Piotra, bardziej umiarkowanej i skierowanej do wybranych. Jasny filar znajdujący się między nimi może symbolizować trwałość ich wiary. Obaj są uważani za filary Kościoła.

## Inne wersje
El Greco kilka razy namalował Piotra i Pawła razem. Niemal identyczną wersję namalował w 1608 roku, która obecnie znajduje się w Nationalmuseum w Sztokholmie. Odmienna nieco wersja znajduje się w Museu Nacional d’Art de Catalunya w Barcelonie. Powstała w latach 1595–1600. Jej kompozycja jest bardzo podobna, z tą różnicą, że św. Paweł zamiast trzymać dłoń na księdze, trzyma inny swój atrybut – miecz – symbol jego męczeństwa. Niezmiennym motywem są przedstawione w centralnej części przeplatające się dłonie wskazujących na siebie dwóch Apostołów.